# Łobuz i drań
Łobuz i drań – ósmy album zespołu muzycznego Boys, wydany 28 maja 1996 roku w firmie fonograficznej Green Star. Jeden z największych sukcesów zespołu. Album rozszedł się w ponad milionowym nakładzie.
Piosenkę „Och, Daniel” zespół wykonał na benefisie polskiego aktora Daniela Olbrychskiego. Do piosenek „Łobuz”, „Och Daniel”, „Agnieszka”, „Kochana uwierz mi”, „Gdzie moja wolność” oraz „Wszystko jest w nas” w duecie z zespołem Classic zostały nakręcone teledyski.

## Lista utworów

### Wersja CD
1. „Wolność” (muz. Krzysztof Cieciuch, sł. Marcin Miller)
2. „Bawmy się” (muz. i sł. Marcin Miller)
3. „Łobuz” (muz. Krzysztof Cieciuch, sł. Marcin Miller)
4. „Twe oczy” (muz. Krzysztof Cieciuch, sł. Marcin Miller)
5. „Ty i ja” (muz. Krzysztof Cieciuch, sł. Marcin Miller)
6. „Drań” (muz. i sł. Marcin Miller)
7. „Planeta miłości” (muz. Krzysztof Cieciuch, sł. Marcin Miller)
8. „Och Daniel” (muz. Neil Sedaka, sł. W. Wawrzkiewicz)
9. „Kochaj mnie” (muz. i sł. Marcin Miller)
10. „To nie USA” (muz. Krzysztof Cieciuch, sł. Marcin Miller)
11. „Wspomnienie” (muz. i sł. Marcin Miller)
12. „Agnieszka” (muz. Krzysztof Cieciuch, sł. Marcin Miller)
13. „Kochana uwierz mi” (muz. Krzysztof Cieciuch, sł. Marcin Miller)
14. „Anulka” (muz. Krzysztof Cieciuch, sł. Marcin Miller)
15. „Gdzie moja wolność” (muz. Krzysztof Cieciuch, sł. W. Wawrzkiewicz)
16. „Wszystko jest w nas” (duet z zespołem Classic) (muz. Robert Klatt, Mariusz Winnicki, sł. Marcin Miller)

### Wersja kasetowa

#### Strona A
1. „Łobuz” (muz. Krzysztof Cieciuch, sł. Marcin Miller)
2. „Gdzie moja wolność” (muz. Krzysztof Cieciuch, sł. W. Wawrzkiewicz)
3. „Drań” (muz. i sł. Marcin Miller)
4. „Twe oczy” (muz. Krzysztof Cieciuch, sł. Marcin Miller)
5. „Ty i ja” (muz. Krzysztof Cieciuch, sł. Marcin Miller)

#### Strona B
1. „Och Daniel” (muz. Neil Sedaka, sł. W. Wawrzkiewicz)
2. „Kochaj mnie” (muz. i sł. Marcin Miller)
3. „Wspomnienie” (muz. i sł. Marcin Miller)
4. „Agnieszka” (muz. Krzysztof Cieciuch, sł. Marcin Miller)
5. „Kochana uwierz mi” (muz. Krzysztof Cieciuch, sł. Marcin Miller)

## Skład zespołu
- Marcin Miller
- Krzysztof Cieciuch

## Dodatkowe informacje
- Nagrań dokonano w Studiu Cezar w Białymstoku
- Realizacja: Marek Zrajkowski, Ernest Sienkiewicz
- Utwór 16 – Realizacja: Robert Klatt
- Foto i projekt okładki: Krzysztof Walczak
- Manager zespołu: Cezary Kulesza